# Rouette (Bertogne)
Rouette est un hameau belge de la commune de Bastogne situé en Région wallonne dans la province de Luxembourg.

## Histoire
Avant la fusion des communes de 1977, il faisait partie de la commune de Longchamps.
Avant la fusion de communes du 2 décembre 2024, il faisait partie de la commune de Bertogne.

## Situation
Rouette est un hameau rural implanté sur le versant sud du petit ruisseau de Maladrie qui se jette au niveau du hameau dans le ruisseau de Rouette, un affluent de l'Ourthe occidentale. Il se situe en Ardenne dans un environnement de prairies, de bosquets et de petits espaces boisés entre les localités de Fays au nord, de Givry à l'ouest et de Champs au sud. Il est traversé par la N.854.

## Description
Le hameau compte plusieurs anciennes fermes et fermettes construites en moellons de grès schisteux et aux encadrements des portes et fenêtres en briques. Quelques-unes sont toujours en activité.
Au nord du village se trouve l'ancien moulin à eau de Rouette.